# Olympische Winterspiele 1980/Teilnehmer (Norwegen)
| Gelbes Symbol für Goldmedaillen mit stilisierten Olympischen Ringen | Graues Symbol für Silbermedaillen mit stilisierten Olympischen Ringen | Braundes Symbol für Bronzemedaillen mit stilisierten Olympischen Ringen |
| ------------------------------------------------------------------- | --------------------------------------------------------------------- | ----------------------------------------------------------------------- |
| 1                                                                   | 3                                                                     | 6                                                                       |

Norwegen nahm an den Olympischen Winterspielen 1980 in Lake Placid mit einer Delegation von 64 Athleten (55 Männer, 9 Frauen) teil. Der Eisschnellläufer Jan Egil Storholt wurde als Fahnenträger für die Eröffnungsfeier ausgewählt.

## Teilnehmer nach Sportarten

### Biathlon
Herren:
- Svein Engen
20 km: 4. Platz
4 × 7,5 km: 4. Platz
- Sigleif Johansen
20 km: 13. Platz
4 × 7,5 km: 4. Platz
- Terje Krokstad
10 km: 17. Platz
- Odd Lirhus
10 km: 7. Platz
20 km: 23. Platz
4 × 7,5 km: 4. Platz
- Kjell Søbak
10 km: 5. Platz
4 × 7,5 km: 4. Platz

### Eishockey
Herren: 11. Platz
| - Trond Abrahamsen - Knut Andresen - Knut Fjeldsgaard - Stephen Foyn - Øystein Jarlsbo - Morten Johansen - Vidar Johansen - Håkon Lundenes - Øivind Løsåmoen - Jim Marthinsen | - Thor Martinsen - Rune Molberg - Geir Myhre - Nils Nilsen - Tore Falch Nilsen - Erik Pedersen - Tom Røymark - Morten Sethereng - Petter Thoresen - Thore Wålberg |

### Eisschnelllauf
| Damen: - Bjørg Eva Jensen 1000 m: 12. Platz 1500 m: 4. Platz 3000 m: - Lisbeth Korsmo-Berg 1500 m: 14. Platz 3000 m: 20. Platz | Herren: - Terje Andersen 1000 m: 12. Platz 1500 m: - Kai Arne Engelstad 500 m: 16. Platz - Tom Erik Oxholm 5000 m: 10.000 m: - Jarle Pedersen 500 m: 6. Platz - Alf Rekstad 10.000 m: 13. Platz - Frode Rønning 500 m: 4. Platz 1000 m: - Kay Arne Stenshjemmet 1500 m: 5000 m: - Jan Egil Storholt 1000 m: 17. Platz 1500 m: 6. Platz - Øyvind Tveter 5000 m: 5. Platz 10.000 m: 5. Platz |

### Ski Alpin
| Damen: - Torill Fjeldstad Abfahrt: 7. Platz Riesenslalom: 22. Platz Slalom: DNF | Herren: - Arnt Erik Dale Abfahrt: 19. Platz - Jarle Halsnes Riesenslalom: 11. Platz Slalom: 16. Platz - Erik Håker Abfahrt: 17. Platz - Knut Erik Johannessen Slalom: DNF - Paul Arne Skajem Riesenslalom: 24. Platz Slalom: 11. Platz - Odd Sørli Riesenslalom: 25. Platz Slalom: 20. Platz |

### Ski Nordisch

#### Langlauf
| Damen: - Berit Aunli 5 km: 14. Platz 10 km: 13. Platz 4 × 5 km: - Anette Bøe 5 km: 24. Platz 4 × 5 km: - Marit Myrmæl 5 km: 18. Platz 10 km: 20. Platz 4 × 5 km: - Hege Peikli 10 km: 37. Platz - Brit Pettersen 5 km: 21. Platz 4 × 5 km: - Hilde Riis 10 km: 30. Platz | Herren: - Per Knut Aaland 30 km: 16. Platz 4 × 10 km: - Ove Aunli 15 km: 30 km: 8. Platz 4 × 10 km: - Anders Bakken 50 km: 15. Platz - Oddvar Brå 15 km: 9. Platz 30 km: 12. Platz 50 km: 7. Platz 4 × 10 km: - Lars Erik Eriksen 15 km: 10. Platz 30 km: 10. Platz 4 × 10 km: - Tore Gullen 15 km: 30. Platz - Kjell Jakob Sollie 50 km: 24. Platz |

#### Nordische Kombination
Herren:
- Hallstein Bøgseth
Einzel: 11. Platz
- Odd Arne Engh
Einzel: 29. Platz
- Arne Morten Granlien
Einzel: DNF
- Tom Sandberg
Einzel: 4. Platz

#### Skispringen
- Per Bergerud
Normalschanze: 18. Platz
Großschanze: 16. Platz
- Ivar Mobekk
Normalschanze: 27. Platz
Großschanze: 24. Platz
- Roger Ruud
Normalschanze: 13. Platz
Großschanze: 6. Platz
- Johan Sætre
Normalschanze: 14. Platz
Großschanze: 31. Platz